# 名鉄ワ610形貨車
名鉄ワ610形貨車（めいてつワ610がたかしゃ）とは、かつて名古屋鉄道で運用されていた木造貨車（有蓋車）である。

## 概要
- 元は1922年（大正11年）から1924年（大正13年）に日本車輌製造で製造された愛知電気鉄道の12 t 積木造有蓋車ワ610形（ワ610 - ワ675）である。66両が製造された。同時期に製造された愛知電気鉄道ツ600通風車とは寸法などは共通である。本形式の多くは知多郡常滑町（現・常滑市）の荷主の私有貨車であった。1935年（昭和10年）に名岐鉄道と愛知電気鉄道が合併し名古屋鉄道が発足すると、全車が名古屋鉄道に引き継がれる。1941年（昭和16年）にワ610形（ワ611-ワ676）に改番する。
- 主に東部線で運用され、国鉄直通貨車であった。1954年（昭和29年）に名古屋鉄道が渥美線を豊橋鉄道へ譲渡すると、渥美線に所属していた2両（ワ612・ワ613）は豊橋鉄道へ移る。ワ610形の私有貨車は、戦後は常滑の荷主（常滑通運[1]）以外の会社、組合（大同製鋼、三河貨車組合、三河通運）も所有し、1960年（昭和35年）時点では63両中31両が私有貨車であった。
- 国鉄の貨物列車の速度がヨンサントオダイヤ改正により75 km/hに引き上げられるのに伴い、老朽化の進んだワ610形はその条件に対応できなかったこと、また、名鉄の私有貨車制度の廃止により、1968年（昭和43年）に形式消滅となった。